# Lábady Tamás
Lábady Tamás (Baja, 1944. július 6. – 2017. augusztus 11.) egyetemi oktató, bíró, a Pécsi Ítélőtábla volt elnöke.

## Életrajza
1968-ban summa cum laude fokozattal jogi diplomát szerzett a pécsi egyetemen.

## Munkássága
1970–1976 között polgári ügyszakos járásbíró Siklóson, majd városi bírósági bíró Pécsett. A Pécsi Megyei bíróság bírája 6 éven át.
1990–1999 között az első Alkotmánybíróság bírája. Az Alkotmánybíróság elnökhelyettese. Korábban, 1974-től 1999-ig a Pécsi Tudományegyetem Állam- és Jogtudományi Kar Polgári Jogi Tanszékén óraadó, adjunktus, majd egyetemi docens. 1996-tól már a Pázmány Péter Katolikus Egyetem Jog- és Államtudományi Karának oktatója. Az új polgári törvénykönyv megalkotására létrehozott Kodifikációs Szerkesztőbizottság tagja.
1999–2001 között a Baranya Megyei Bíróság tanácselnöke. 2003-ban a Pécsi Ítélőtábla elnöke lett.
Fia, Lábady István ismert fotóművész.

## Művei
- A nem vagyoni kárpótlás iránti igények a bírói gyakorlatban; ELTE Jogi Továbbképző Intézet, Bp., 1986
- A nem vagyoni kártérítés. Jegyzet magyarázatokkal, jogesetekkel és bibliográfiával; ELTE Jogi Továbbképző Intézet, Bp., 1989
- Fejezetek a felelősségbiztosítás köréből (1989)[2]
- A nemvagyoni kártérítés újabb bírói gyakorlata (1993)[2]
- A magyar termékfelelősségi törvény; előadó Lábady Tamás; MGK, Bp., 1993 (Jogi tájékoztató füzetek)
- A magyar magánjog (polgári jog) általános része; Dialóg Campus, Bp.–Pécs, 1997 (Institutiones juris)
- A táblabíróságokról, a Pécsi Ítélőtábla; szerk. Lábady Tamás, Décsei Katalin; Pécsi Ítélőtábla, Pécs, 2004
- Mozaiktöredékek a Pécsi Ítélőtábla tudományos műhelyéből; szerk. Lábady Tamás, Heszné Hír Henriette; Pécsi Ítélőtábla, Pécs, 2007
- A magyar magánjog (polgári jog) általános része; 3. jav., bőv. kiad.; Dialóg Campus, Bp.–Pécs, (Institutiones juris)
- A magánjog általános tana; Szent István Társulat, Bp., 2013
- Megtartott szó. Válogatott jogi tanulmányok; Wolters Kluwer, Bp., 2018

## Díjai, elismerései
- A Magyar Köztársasági Érdemrend középkeresztje a csillaggal (1999)[2]
- Pro Communitate díj (2013)